# Баумерсрода
Баумерсрода (нем. Baumersroda) — коммуна в Германии, в земле Саксония-Анхальт. 
Входит в состав района Бургенланд. Подчиняется управлению Унструтталь.  Население составляет 350 человек (на 31 декабря 2006 года). Занимает площадь 6,69 км². Официальный код  —  15 2 56 006.